# Восстание христиан
«Восстание христиан» (яп. 天草四郎時貞: амакуса сиро токисада) — кинофильм режиссёра Нагисы Осимы, вышедший на экраны в 1962 году. Лента рассказывает об эпизоде, известном в истории Японии под названием Симабарского восстания.

## Сюжет
1637 год. Сёгунат Токугава вводит строгие религиозные ограничения. Христианское население, компактно проживающее в нескольких провинциях, подвергается жестоким гонениям: местные власти облагают крестьян непомерными налогами, обрекая на голодную смерть, а недовольных подвергают пыткам и сожжению заживо. Не в силах терпеть эти издевательства, крестьяне решают взяться за оружие. Их духовным лидером становится бывший самурай Амакуса Сиро, призывающий нетерпеливых бедняков дождаться удобного момента для восстания...

## В ролях
- Хасидзо Окава — Амакуса Сиро
- Рютаро Отомо — Синбэй Ока
- Сатоми Ока — Сакура
- Рэнтаро Микуни — Уэмонсаку
- Минору Тиаки — Танака
- Токубэй Ханадзава — Ёмиэмон
- Микидзиро Хира — Мацукура
- Тоитиро Каварадзаки — Тамэдзо
- Кэй Сато — Мондо
- Тэцуо Асида — Дзанэмон Яма
- Ёси Като — дед Дзанэмона Ямы